# Křesťanství v Irsku
Křesťanství v Irsku se vyvíjelo odlišně od křesťanství v pevninské Evropě. Irský ostrov byl nedotčen římskou kolonizací v prvních stoletích našeho letopočtu, takže se zde křesťanství objevilo zřejmě až při útěku křesťanů z Británie po pádu Římské říše a následných nájezdech Sasů a Jutů. Nejznámějším misionářem, jenž se v pátém století zasloužil o christianizaci, je svatý Patrik, který se stal patronem ostrova. Protože irská církev neměla příliš živé spojení s pevninskou, vyvinula se u ní některá specifika, která v západní části Evropy neměla obdoby.
Dnes je Římskokatolická církev největší náboženskou denominací jak v Irsku, kde se k ní hlásí 84,2 % populace, tak v Severním Irsku, kde se k ní hlásí 41 % populace, při součtu věřících všech protestantských odnoží je však většinovým náboženstvím v Severním Irsku protestantství.

## Křesťanství v Irsku do roku 1169

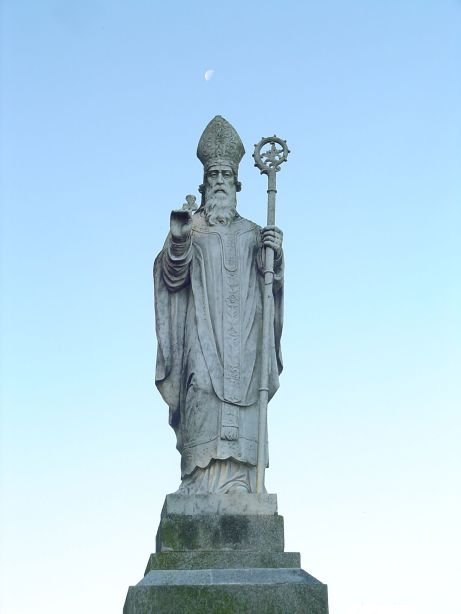
Svatý Patrik, patron Irska

Christianizace Irska probíhala zhruba mezi čtvrtým a sedmým stoletím, kdy také byla ve formálním smyslu završena. Prvním biskupem Irů byl Palladius, vyslaný roku 431 papežem Celestinem I. Diecézní organizace církve známá především z kontinentu však v zemi s mnoha kmenovými společnostmi bez většího počtu měst zapouštěla kořeny jen pomalu. Mnišství v podobě slučující v jednotlivých klášterních domech spirituální i organizační autonomii se zde však už od raných dob křesťanství vedlo dobře. Nejznámějším misionářem, jenž se v pátém století zasloužil o christianizaci, je svatý Patrik, který se stal i patronem ostrova, avšak již před jeho příchodem působili na území Irska křesťanští misionáři.
Nejdůležitějším vedlejším produktem christianizace byl vznik gramotné elity, velké kláštery začaly zakládat školy, knihovny a knižní dílny, kde v latině i irštině vznikala mezi jinými díla biblické exegeze, církevního a společenského práva, historie a poezie. Právě díky iniciativě této elity se do dnešních dob dochovaly příběhy z předkřesťanského Irska. Z Irska rovněž pocházel nejvýznamnější myslitel karolinské renesance, filosof a teolog Jan Scotus Eriugena, který působil ve Francii na dvoře Karla Holého.
V době Vikingů potkal Irsko podobný osud jako zbytek Britského souostroví: drancování klášterů, odvážení cenností a zakládání vikinských osad, z nichž se časem stala města, jedním z nichž je například Dublin. Po porážce Vikingů a před dobytím Irska v roce 1169 panoval poslední „zlatý věk“ irské nezávislosti. „Svatý Malachiáš, který jako legát znovu navázal těsné irské spojení s papežstvím, dohlížel na vytvoření čtyř biskupství: v Armaghu, Cashelu, Dublinu a Tuamu. Nová generace diecézních škol vynikala v irské a latinské výuce.“ Byl zaveden nový cisterciácký řád v klášterech v Mellifontu (Louht) a Boyle (Roscommon).

### Irské mnišství
V čele klášterní sítě zvané paruchie stál opat, o jehož pozici se dlouho věřilo, že se těšila větším pravomocem než pozice biskupa. Tento pohled je však poslední dobou zpochybňován. Největší církevní centra představovaly kláštery založené v Kildare, Corku, Clonmacnoise, Glendalough a na ostrově Iona, rovněž však vznikalo velké množství odlehlých pousteven. Výjimečný byl pak v šestém století klášter sv. Brigity v Kildare, který sloužil jak mužům, tak ženám, přičemž obě komunity zachovávaly stejná řeholní pravidla a vedli je společně opat-biskup s abatyší.

Duchovní keltské církve sloužili liturgie v národním jazyce a datum Velikonoc stanovovali podle sv. apoštola a evangelisty Jana, tedy podobně jako východní pravoslavná církev. Naprostou raritou pak byla soukromá zpověď, kterou provozovali mniši v klášterech. Jinde v Evropě se praktikovalo pouze veřejné vyznání hříchů. Tuto praxi však později římská církev převzala a udržuje ji dodnes.

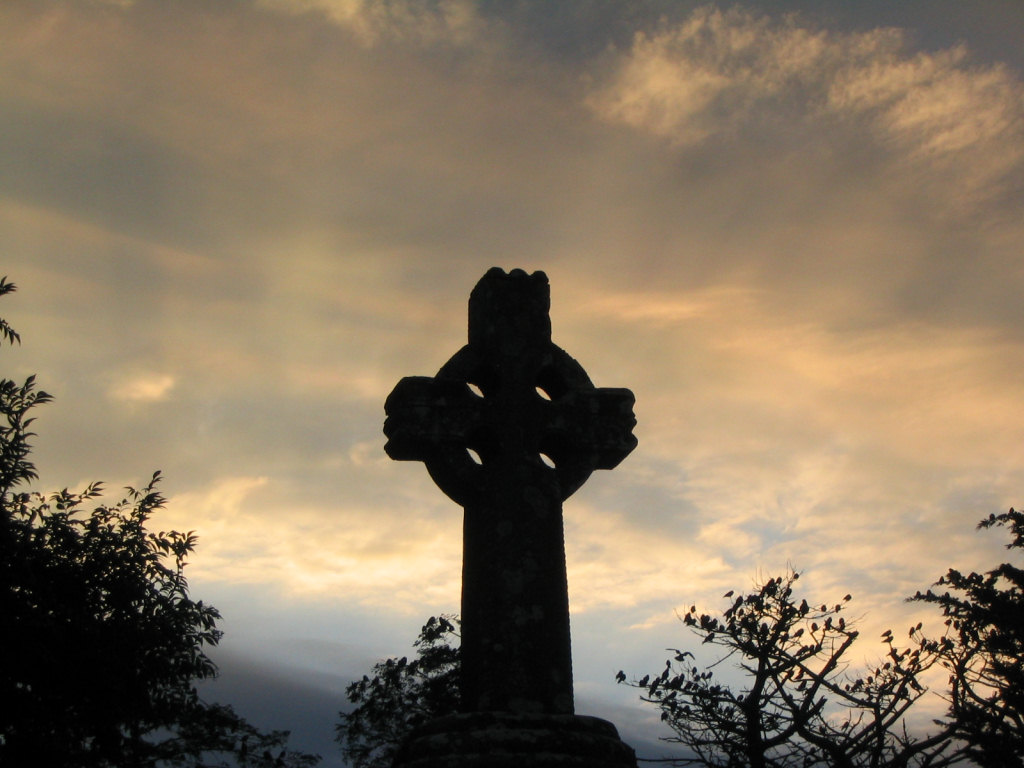
Keltský kříž blízko vesničky Knock, Irsko

Zvláštností křesťanské církve v Irsku byla absence soch a obrazů. Tyto prvky nahrazovaly obrovské kamenné kříže, které se stavěly poblíž kostelů zhruba mezi sedmým a desátým stoletím. U některých klášterů se stavěly vysoké okrouhlé věže, o jejichž účelu dodnes nic přesně nevíme.
Pevnou součástí mnišství v Irsku byl odchod do pusté krajiny, kde se mniši stávali poustevníky. K tomuto účelu si nejčastěji vybírali ostrovy, jichž je zvláště kolem skotského pobřeží velké množství. Tento způsob byl převzat z Egypta, kde mniši odcházeli do pouště. V Irsku k tomuto způsobu života patřily i misie a zakládání klášterů. Nejznámějším misionářem pocházejícím z Irska byl svatý Kolumba. Nejznámější je pravděpodobně iroskotská misie, jejímž záměrem byla christianizace Británie, mniši z Irska však cestovali také na kontinent, zvláště do Galie, odkud se pak někteří vypravili až do Jeruzaléma.

### Irští svatí
Nejznámějším irským svatým je bez pochyby svatý Patrik, pocházející z křesťanské rodiny ze západního pobřeží Británie. Po svém odvlečení do irského otroctví a úspěšném útěku zpět do Británie, se podle svého slibu navrátil do Irska, kde začal kázat křesťanskou víru. Dalšími svatými, tentokrát pocházejícími přímo z Irského ostrova, jsou Columa Cilla, známý jako svatý Kolumba nebo také Kolumbán Starší, považovaný za prvního misionáře iroskotské misie, a svatý Kolumbán, který působil jako misionář na evropské pevnině. Nejznámější irskou světicí je pravděpodobně svatá Brigita, u jejíhož kultu vědci předpokládají možnost splynutí s kultem irské bohyně Brigid.

## Křesťanství v Irsku po roce 1169
Irská církevní reforma ve 12. století stmelila spojení s Římem, inaugurace nezávislého metropolity Irska v Dublinu roku 1152 však vyprovokovala arcibiskupa z Canterbury k protestu u papeže a k rozšíření buly Laudabiliter. Prvním držitelem metropolitního stolce a zároveň posledním irského původu byl opat Lorcan ua Tuathail, anglicky Laurence O'Toole (1128–1180).

### Reformace a poangličťování Irska
Během anglické reformace dublinský parlament převzal reformační změny stanovené parlamentem v Anglii, ty byly však ve velkém rozsahu porušovány. To bylo také příčinou rozvratu mezi Británií, která přijala protestantismus, a Irskem, které zůstalo z většiny katolické. Královna Marie nakrátko vrátila Anglii i Irsko ke katolicismu, v roce 1560 však Alžbětin zákon zavedl anglikánskou bohoslužbu zároveň s Knihou modliteb v angličtině a latině. Zřízení protestantské akademie na Trinity College v Dublinu pro výuku anglikánských duchovních zpozdilo Desmondovo povstání (1579–1583) až do roku 1592. Na politiku „osídlování“, kterou bylo systematické vykořeňování domorodé irské populace ve prospěch přicházejících anglických kolonistů, dohlížel lord místodržitel Radcliffe, který verboval hlavně anglické katolické kolonisty. V letech 1571-1573 došlo ke dvěma pokusům zřídit protestantskou kolonii v Ulsteru, ani jeden pokus se však nezdařil. Až po úspěšném potlačení povstání rodiny O'Neillů v Ulsteru a jejich exilu známém jako „útěk earlů“ v roce 1607 se podařilo úspěšně založit v Irsku protestantskou kolonii řízenou Angličany a provozovanou Skoty.

### Protireformace
Presbyteriánská kolonie v Ulsteru semkla gaelské Iry a zesílila jejich spojení s Římem, jehož „irská misie“ neměla nouzi o nové zájemce. Irští duchovní se učili na kontinentě a dlouho prázdné stolce byly zaplňovány novými katolickými biskupy. Františkáni a další náboženské řády zakládaly nové domy, aby tak nahradily kláštery zrušené za Jindřichovy vlády.

### Irská katolická konfederace
Roku 1641 vypuklo v Ulsteru povstání, které se rozšířilo po celé zemi. Povstalci, kteří o sobě prohlašovali, že jednají ve jménu krále Karla I. proti anglickému parlamentu, vytvořili tzv. Irskou katolickou konfederaci (Irish Catholic Confederation) se sídlem v Kilkenny. Roku 1649  se Oliver Cromwell vylodil v Irsku a do roku 1652 Konfederaci krutě potlačil. Následky porážky byly pro katolíky zničující. Jestliže před rokem 1641 vlastnili (s výjimkou již dříve konfiskovaného Ulsteru) většinu půdy v zemi, nyní jim byla z velké části odebrána a přidělena protestantům. Je třeba podotknout, že se změnili pouze majitelé panství, v tomto období již nedocházelo k masivní kolonizaci. Po restauraci monarchie byly za Karla II. prováděny restituce, týkaly se však jen menší části půdy. Irsko tak zůstalo od této doby převážně v rukou protestantských statkářů.

### Irsko po ustanovení Království Velké Británie
Zákon o zapuzení z roku 1697 formálně zakázal katolické hierarchii působit v Irsku a tím i otevírat kostely a kaple a účastnit se mnohých úřadů, jenž byly založeny na přísaze popírající například transsubstancizaci chleba a vína při svatém přijímání. V roce 1702 zákon o znovunabytí navrátil restituovanou půdu zpět protestantským statkářům a zákony z let 1704 a 1709 zakazovaly katolíkům kupovat nebo na dobu delší než 31 let si pronajímat půdu, značná část irských statkářů tak kvůli ochraně svého majetku přestoupila k protestantismu. Po nástupu hannoverské dynastie se však konání katolických pobožností a výstavba katolických kostelů netrestaly, dokud se katolíci drželi dál od úřadů, politiky nebo se nesnažili obstarat si vlastní půdu.
Zprávy o Francouzské revoluci dopomohly k vzestupu radikální společnosti Irská jednota (United Irishmen) čerpající aktivní členy mezi presbyteriány v Belfastu a anglikány a katolíky v Dublinu. Vedl ji dublinský protestant Theobald Wolfe Tone (1763–1798) jehož záměrem bylo spojeným úsilím celého irského národa všech náboženských přesvědčení skoncovat s britskou nadvládou. Spolupracoval s Katolickým výborem (Catholic Convention), který v roce 1792 požadoval ukončit platnost výše zmíněných trestních zákonů. Ústupky se však na britské vládě vymoci nepodařilo, přesvědčily ji však, aby skoncovala s veškerou autonomií Irska a násilně jej začlenila do britského státu.

## Křesťanství v Irsku a Severním Irsku po roce 1921
Anglicko-irská smlouva z roku 1921 ustanovovala šest ulsterských hrabství jako součást spojeného království a zbylých šestadvacet hrabství vytvořilo Irský svobodný stát se statutem dominia, jaký měla například Kanada. Celé dvacáté století však vedla tajná společnost irských republikánů válku za své nenaplněné ideály o osvobození Severního Irska, které bylo od začátku projektováno jako protestantská rezervace, a během boje se stoupenci Svobodného státu přijala název Irská republikánská armáda (IRA). V náboženských záležitostech však byl ulsterský protestantismus rozdělen mezi odloučené episkopalisty z irské církve a fundamentalističtější svobodné presbyteriány. Despotický politický režim, v němž se protestantským politikům dostalo demokratického mandátu, militarizoval novými protestanty policii, ospravedlňoval „společenskou i ekonomickou politiku záměrně marginalizující katolíky a přimhuřoval oči nad aktivitami neskrývaně sektářských společností a gangů“. O bojích proti protestantské vládě v Severním Irsku, které pokračují více méně až do současnosti, se více dočtete v článku Konflikt v Severním Irsku.
V devadesátých letech ztratila římskokatolická církev kvůli několika skandálům v Irsku svou oblibu, tu se jim podařilo obnovit v roce 2001, kdy byly v okázalém průvodu po celém Irském ostrově nošeny ostatky svaté Terezie z Lisieux. Obrovský zájem, který toto procesí v Irech vyvolalo, tak zpochybnil domněnku, že je Irsko postkřesťanskou společností. V letech 2004–2011 byly zveřejněny zprávy o pohlavním zneužívání dětí katolickými duchovními, které církev zatajovala.
Římskokatolická církev zůstává v Irsku nejpočetnější denominací.

## Demografická statistika

### Irsko, 2011
| Náboženství                      | Počet tisíce |
| -------------------------------- | ------------ |
| Římskokatolické                  | 3 800        |
| Irská církev (Church of Ireland) | 129,0        |
| Presbyteriánské                  | 24,6         |
| Ortodoxní                        | 45,2         |
| Apoštolské a letniční            | 22,2         |
| Jiné křesťanské                  | 41,2         |
| Islám                            | 49,2         |
| Jiné nekřesťanské                | 81,0         |
| Bez vyznání/ateisté              | 277,2        |
| Neuvedeno                        | 72,9         |

### Severní Irsko, 2011
| Náboženství                                       | %    |
| ------------------------------------------------- | ---- |
| Římskokatolické                                   | 41   |
| Presbyteriáni (Presbyterian Church in Ireland)    | 19   |
| Irská církev (Church of Ireland)                  | 14   |
| Metodistická církev (Methodist Church in Ireland) | 3    |
| Jiná křesťanská                                   | 5,8  |
| (celkem nekatolických křesťanů)                   | 41,8 |
| Jiná náboženství a vyznání                        | 0,8  |
| Bez vyznání nebo neuvedeno                        | 17   |